# Catherine Flemming
Catherine Flemming (Karl-Marx-Stadt, actual Chemnitz, Sajonia, Alemania, 2 de febrero de 1967) es una actriz y directora de cine alemana, conocida por haber interpretado a la madre de la reina Victoria del Reino Unido, Victoria de Sajonia en la serie de época Victoria.

## Biografía

### Origen y educación
Catherine H. Flemming creció en su ciudad natal de Karl-Marx-Stadt, en la actual Chemnitz, en el estado de Sajonia, ella quería ser actriz desde que era una niña. En su juventud practicó ballet y atletismo, donde era una connotada atleta. Primero recibió su formación actoral en la Academia de Artes Dramáticas Ernst Busch en Berlín. A principios de 1988 huyó de la RDA. Durante su posterior estancia en Estados Unidos, realizó cursos en Nueva York con Marcia Haufrecht y en el Actors Studio de Lee Strasberg. Luego realizó una gira por el Reino Unido durante algún tiempo con el Shakespeare Ensemble, un teatro itinerante inglés. En 1999 vuelve a actuar en el teatro, en el Off-Theater de Miami bajo la dirección de David Schweitzer.

### Incursión como actriz
En 1994, Flemming se paró frente a la cámara por primera vez mientras filmaba varios trabajos para televisión. Desde entonces ha trabajado regularmente para cine y televisión. Su primer trabajo en televisión incluyó la serie Um die 30, que se estrenó en 1995. Ella encarnó el papel de Sabrina Schneider. Su primer papel protagónico fue como Tina en la película para televisión Cuba Libre de 1996, en la que Richy Müller era su pareja.
Flemming alcanzó mayor notoriedad por primera vez con su papel en la película Hunger - Longing for Love de 1997. En el debut como directora de la actriz Dana Vávrová, Flemming encarnó el papel de Laura junto a Kai Wiesinger y Christiane Hörbiger. Interpretó a la exitosa directora de marketing de una empresa de juguetes que sufre de bulimia. En 1998 recibió el Premio de Cine de Baviera a la "Mejor Actriz Joven" por su actuación.
Conforme crecía su carrera, en la película Los intocables del 2000 asumió el papel secundario de Isabelle; fue su primera colaboración con el director Oskar Roehler. Tuvo otro papel dirigido por Roehler en la película de 2001 y estrenada en 2002 para la película para televisión Fahr zur Hölle, Schwester!, en la que interpretó el papel de la madre de dos hermanas enemistadas (Hannelore Elsner/Iris Berben). A finales del 2000 se estrenó en cines la película Heaven Can Wait de la directora Brigitte Müller. En la comedia trágica, Flemming interpretó el papel de la joven Ivette junto a Frank Giering y Steffen Wink. En el 2001 se la vio en la comedia televisiva Die Maute der Erben junto a Günter Pfitzmann. Interpretó a la farmacéutica y madre soltera y divorciada Ina, quien, como nueva vecina de Pfitzmann, es traicionada por una sórdida empresa constructora cuando renueva su apartamento. En los primeros episodios de la serie de televisión Bloch (2002) interpretó a Clara Born, la nueva pareja del psiquiatra y psicoterapeuta Dr. Maximiliano Bloch (Dieter Pfaff); su papel fue asumido por Ulrike Krumbiegel en episodios posteriores.
En su salto a la televisión internacional, en la serie de 2 partes Casanova - Amo a todas las mujeres del 2002 interpretó a Elena Foscarini, la amante del embajador francés Francois de Bernis (Thierry Lhermitte), de quien Casanova se enamora perdidamente. En el 2002, interpretó a la joven en el cortometraje Snipers Alley junto a Leopold Hornung. En Police Call 110 - Deep Wounds del 2003, Flemming interpretó a Katja Trenk, el antiguo amor platónico del inspector jefe Tauber interpretado por Edgar Selge, uno de los tres ladrones de bancos a los que el investigador perdió el brazo mientras los perseguía. En la película de televisión alemana de dos partes Das Blut der Templar (2004), se volvió a ver a Flemming en un papel histórico. Encarnó a Lucrezia de Saintclair, la Gran Maestra de una orden secreta. En la comedia televisiva Nunca tienes hombres guapos para ti (2004), como Linda, era miembro de un grupo de amigos que iban a jugar bolos en sus noches de solteros; sus parejas fueron Elena Uhlig, Nina Petri y Anna Böttcher. En el 2005, junto con Bela B., grabó una ambientación de audiolibro de la novela corta Venus in Furs.
Del 2006 al 2009 fue Marietta en la serie policiaca de televisión Commissario Laurenti; encarnó, junto a Henry Hübchen, el asistente del comisario Laurenti. Flemming describió su papel como Marietta en una entrevista con las palabras "descarada, segura de sí misma, sexy, tal vez misteriosa..."
En la serie de dos partes África, mon amour (‘África, mi amor’, en francés) del 2007 interpretó a Martha von Strahlberg, que está embarazada de un hijo ilegítimo y es cuñada de la protagonista femenina Katharina von Strahlberg (Iris Berben). En la película Die Teufelskicker (2010) fue, junto a Armin Rohde, la señora Rothkirch, la madre del joven futbolista Catrina (Cosima Henman). En la película de cuento de hadas Des Kaiser's New Clothes (2010), interpretó a la sastre de la corte Adele. En el drama cinematográfico Wunderkinder (2011), dirigido por Marcus O. Rosenmüller, interpretó a la famosa virtuosa del violín Hanna Reich. Interpretó el papel de Hetty en la película televisiva germano-austríaca Die Holzbaronin (2012), protagonizada por Christine Neubauer y Henriette Confurius. Seitz, quien es brutalmente violado por el trabajador forzado ruso Pawel (interpretado por Robert Besta). En la llamada policial 110: frente a todos (primera emisión: mayo de 2013) tenía el papel de Michaela Stolze; ella era la nueva gerente de un astillero que había estado sufriendo de diabetes durante años.
En la película para televisión An Open Cage (primera emisión, lanzada en septiembre del 2014) interpretó a Katja Heinrich, una víctima de violación. En preparación para su papel, Flemming realizó una extensa investigación sobre el tema y se reunió con víctimas y delincuentes sexuales que están cumpliendo sus condenas. En la comedia trágica Auf das Leben!, que se estrenó en los cines alemanes en noviembre de 2014, fue dirigida por Uwe Janson, en el papel de la mentalmente inestable Lydia, que estaba internada en una institución psiquiátrica cerrada, junto a Hannelore Elsner y Nikola Kastner. y Markus Maria Profitlich.
Catherine Flemming también ha aparecido varias veces en papeles protagónicos en la serie Tatort de ARD TV. Tuvo su primera aparición en Tatort: Von Bullen und Bären (primera emisión: junio del 2000), en la que interpretó a Michaela Rambeck, la "joven dinámica" y "encantadora" jefa de una empresa metalúrgica berlinesa establecida desde hace mucho tiempo. En Tatort: Schlaf, Kindlein, schlaf (primera emisión: junio del 2002) interpretó a la periodista Barbara Stein, que participa en la búsqueda de un delincuente sexual. En Tatort: Sonnenfinsternis (primera emisión: enero del 2006) era Katharina Dettmer, la jefa de una fábrica de quesos de Leipzig, cuyo conductor Ludwig Noack es encontrado muerto. En la escena del crimen de WDR: Flattened (primera emisión: octubre de 2009) interpretó a la abogada Gesine Stürmer, que se mete en apuros económicos y quiere deshacerse de su prima, que está esperando una herencia millonaria, poniendo a un detective privado a cargo. a él. En Tatort: Spoilers (primera emisión: noviembre del 2015) interpretó a Vera Graschow, la viuda de un piloto de la Bundeswehr y vecina de la víctima del asesinato, que sigue la investigación en silencio y no es muy comunicativa.
Flemming ocasionalmente tomó trabajo en el género televisivo de entretenimiento para ZDF. Actuó en las series de televisión de ZDF Das Traumschiff (Vietnam, 2008) y Cruise into Happiness (Chile, 2008); también fue la intrigante ama de llaves Jane en la película de Rosamunde Pilcher Dangerous Breakers (2011).
En la serie británica de ITV Victoria, que se emitió en el 2016, encarnó a la duquesa de Kent, la madre de la reina Victoria, interpretada por Jenna Coleman. En la película de cuentos de hadas para televisión Rübezahls Schatz (2017), interpretó uno de los papeles principales como la intrigante baronesa von Harrant, que quiere saquear los tesoros de oro del espíritu de la montaña.
En la séptima y octava película de la serie de películas Lotta de ZDF, Lotta & the Beautiful Appearance (2019) y Lotta & the Center of the World (2019), Flemming encarnó a la curandera alternativa Maren, la nueva amiga esotérica del padre de Lotta, en un papel principal interpretado por Frank Roth.
Flemming a menudo interpreta papeles que "requieren fuerza y habilidad". Sus roles a menudo combinan los tipos de rol de víctima y perpetradora. Flemming interpreta papeles en los que "combina atractivo con carisma". El director Joseph Vilsmaier la describe como la "Michelle Pfeiffer de Alemania". La propia Flemming afirma que sus papeles deberían ser "verdaderos y creíbles".

## Activismo
En el 2008, Flemming posó frente a la cámara junto con Bela B. para un cartel y una campaña publicitaria de la organización protectora de animales PETA en Hamburgo. El motivo publicitario tenía el lema: "¡Yo puedo elegir mi dolor, los animales no!". En el 2011, Flemming formó parte del jurado del NDR Feature Film Prize en la 53.ª edición de Nordic Film Days Lübeck, junto con Ronald Zehrfeld, Ewa Karlström, Lars Jessen y Angelika Paetow.

## Vida personal
Flemming es soltera y no tiene hijos; tiene un total de seis ahijados. Ella es fanática del fútbol; también le encantan las obras de Jack London y Oscar Wilde. Vive en las afueras de Berlín actualmente.

## Filmografía parcial
- 1995: Der Räuber mit der sanften Hand (Fernsehserie)
- 1995: Inseln unter dem Wind (Fernsehserie)
- 1995: Liebling, ich muß auf Geschäftsreise (TV)
- 1995: Rohe Ostern – Keine Panik, nix passiert! (TV)
- 1995: Rosemarie Nitribitt – Tod einer Edelhure (TV)
- 1995: Um die 30 (Fernsehserie)
- 1995: Der Räuber mit der sanften Hand (Miniserie, 3 Episoden)
- 1996: Cuba Libre (TV)
- 1996: Die Flughafenklinik (Fernsehserie, 9 Episoden)
- 1997: Derrick – Eine kleine rote Zahl (TV)
- 1997: Der Bulle von Tölz: Tod auf Tournee (Fernsehserie)
- 1997: Die Babysitterin – Schreie aus dem Kinderzimmer (TV)
- 1997: First Love – Die große Liebe (Fernsehserie)
- 1997: Hunger – Sehnsucht nach Liebe
- 1997: Der rote Schakal (TV)
- 1997: Still Movin'
- 1998: Fleisch und Blut (TV)
- 1998: Liebling, vergiß die Socken nicht! (TV)
- 1998: Mia, Liebe meines Lebens (Fernsehserie, 3 Episoden)
- 1998: Aus heiterem Himmel – Höhenflug (Fernsehserie)
- 1999: Alarm für Cobra 11 – Die Autobahnpolizei – Treibstoff (Fernsehserie)
- 1999: Im Namen des Gesetzes – Mord ohne Mörder (Fernsehserie)
- 1999: Einfach Klasse! (Fernsehserie, 3 Episoden)
- 1999: Jagd nach dem Tod (TV)
- 2000: Der gerechte Richter (TV)
- 2000: Der Himmel kann warten
- 2000: Der Mörder in meiner Nähe (TV)
- 2000: Die Unberührbare
- 2000: Doppelter Einsatz – Blutroter Mond (Fernsehserie)
- 2000: Einmal Himmel und retour (TV)
- 2000: Frauen lügen besser (TV)
- 2000: Tatort – Von Bullen und Bären (TV)
- 2001: Die Meute der Erben (TV)
- 2001: Denninger – Der Tod des Paparazzo (TV)
- 2001: Der Kuriertag (TV)
- 2001: Wer schön sein will, muss sterben (TV)
- 2002: Baby (TV)
- 2002: Bloch – Ein begrabener Hund (Fernsehserie)
- 2002: Die Datsche
- 2002: Fahr zur Hölle, Schwester! (TV)
- 2002: Casanova – Ich liebe alle Frauen (Il giovane Casanova; TV)
- 2002: Snipers Alley (TV)
- 2002: Tatort – Schlaf, Kindlein, schlaf (TV)
- 2003: Liebe in letzter Minute (TV)
- 2003: Der alte Affe Angst
- 2003: Ein starkes Team – Das große Schweigen (TV)
- 2003: Glashimmel
- 2003: Polizeiruf 110 – Tiefe Wunden (TV)
- 2003: Simones Labyrinth
- 2003: Spy Sorge
- 2004: Das Blut der Templer (TV)
- 2004: Meine Frau, meine Freunde und ich
- 2004: Rosa Roth – Freundeskreis (Fernsehserie)
- 2004: Schöne Männer hat man nie für sich allein (TV)
- 2006: Die Täuschung (TV)
- 2006: Die Kinder der Flucht – Wolfskinder (Fernsehserie)
- 2006: Tatort – Sonnenfinsternis (TV)
- 2006: Commissario Laurenti – Die Toten vom Karst (TV)
- 2006: Commissario Laurenti – Gib jedem seinen eigenen Tod (TV)
- 2007: Commissario Laurenti – Tod auf der Warteliste (TV)
- 2007: Afrika, mon amour
- 2008: Commissario Laurenti – Der Tod wirft lange Schatten
- 2008: Das Traumschiff – Vietnam (Fernsehserie)
- 2008: Kreuzfahrt ins Glück – Hochzeitsreise nach Chile (Fernsehserie)
- 2009: Commissario Laurenti – Totentanz (TV)
- 2009: Tatort – Platt gemacht (TV)
- 2009, 2013: SOKO Leipzig (Fernsehserie, 2 Episoden)
- 2009: Lulu & Jimi
- 2010: Der letzte Bulle – Überlebenstraining (Fernsehserie)
- 2010: Des Kaisers neue Kleider (TV)
- 2010: Im Schatten des Pferdemondes (TV)
- 2010: Teufelskicker
- 2011: Wunderkinder
- 2011: Rosamunde Pilcher – Gefährliche Brandung (Fernsehserie)
- 2012: Stolberg – Klassenkampf (Fernsehserie)
- 2012: Die Holzbaronin (TV)
- 2012: Engel der Gerechtigkeit – Brüder fürs Leben (TV)
- 2013: Die Erfinderbraut (TV)
- 2013: Polizeiruf 110 – Vor aller Augen (TV)
- 2013: Heldt – Gefährliches Spielzeug (serie)
- 2013: SOKO Wismar – Lockvogel (Fernsehserie)
- 2013: Feuchtgebiete
- 2014: Ein Fall für zwei – Gefahr hinter Gittern (TV)
- 2014: Die Schlikkerfrauen (TV)
- 2014: Ein offener Käfig (TV)
- 2014: Für immer
- 2015: Notruf Hafenkante – Endlich schlank (Fernsehserie)
- 2015: Tatort – Spielverderber (TV)
- 2016: Victoria (serie, 8 Episodios)
- 2017: Rübezahls Schatz (TV)
- 2018: Die Kanzlei – Überdosis (serie)
- 2019: Tonio & Julia: Schuldgefühle  (Fernsehreihe)
- 2019: Lotta & der schöne Schein (Fernsehreihe)
- 2019: Lotta & der Mittelpunkt der Welt (Fernsehreihe)
- 2020: Polizeiruf 110: Totes Rennen
- 2020: Ein Tisch in der Provence: Ärztin wider Willen (Fernsehfilm)
- 2020: Ein Tisch in der Provence: Hoffnung auf Heilung (Fernsehfilm)
- 2021: Um die 50 (serie para televisión)